# 베라 차슬라프스카
베라 차슬라프스카(체코어: Věra Časlavská, 1942년 5월 3일 ~ 2016년 8월 30일)는 전 체코슬로바키아의 체조 선수이다. 금발 머리, 푸른 눈동자의 미모를 지닌 그녀는 1950년대와 1960년대를 통하여 올림픽, 세계 선수권, 유럽 선수권에서 22개의 금메달을 포함하여 총 35개의 메달을 획득하였다.
프라하에서 태어나 피겨스케이트를 시작한 차슬라프스카는 15세 때 체조로 전향하였으며, 1958년 세계 선수권 대회에 첫 국제 데뷔하여 단체 종목에서 은메달을 땄다. 이듬해 유럽 선수권 대회에서 2단 평행봉을 우승하고 나서, 1962년 세계 선수권에서는 소련의 라리사 라티니나에게 패하고 말았다.
1960년 로마 올림픽에 첫 올림픽 출전하여 단체 종목에서 2위를 하다가, 4년 후 도쿄 올림픽에서는 개인 종합, 도마, 평균대 종목에서 3개의 금메달을 획득하였다. 1965년과 1967년 세계 선수권 대회에서 그녀는 모든 체조 종목들을 우승하였다. 1966년에는 단체 종목에서 체코슬로바키아 팀이 소련 팀을 꺾는 데 큰 공헌을 하였다.
1968년 ‘프라하의 봄’을 겨울로 되돌리려고 소련이 체코슬로바키아를 침공할 당시, 그녀는 소련의 침공에 반대하는 시국 선언에 서명한 이유로 도피하게 된다. 그는 훈련할 장소가 없어서 숲에서 감자 자루로 역기를 대신하고 통나무를 평균대로 이용하며 훈련을 계속했다. 또한 마지막 순간에 멕시코 여행이 허가되어 간신히 올림픽에 참가하였고 시상식에서 소련의 국가가 울릴 때 그는 항의의 표시로 고개를 내리고 소련 국기를 외면했다.
1968년 멕시코시티 올림픽에서 4개의 금메달(개인 종합, 도마, 평행봉, 마루 운동), 3개의 은메달(2단 평행봉, 단체)을 획득하여, 대회에서 가장 인기있는 선수로 뽑혔다. 멕시코시티 올림픽이 끝난 후, 체조 경력을 끝내고 중거리 육상 선수 요세프 오들로질과 결혼하였다.
그녀는 국민의 영웅이 되었다. 반면 체코슬로바키아 정부에는 눈엣가시였다. 계속하여 체코슬로바키아의 민주화 운동을 지지하는 발언을 용감하게 토로했기 때문이다. 정부에서는 해외 여행의 권리를 박탈해 국제 대회에 출전할 기회가 봉쇄되었다. 은퇴가 강요된 것이다. 자서전 출판도 거부되었고, 발언도 통제되었다. 잠시 멕시코에서 코치 생활을 할 수 있었던 것도 거절하면 체코슬로바키아에 석유 수출을 중단하겠다는 멕시코 대통령의 엄포 때문이었다. 그녀의 복권은 1990년 민주화 이후에야 이루어졌다.

1991년 국제 스포츠 명예의 전당, 1998년에는 국제 체조 명예의 전당에 헌액되었다. 2015년 췌장암과 투병해 오다가 2016년 8월 30일 74세의 나이로 사망하였다.